# Rune Herregodts
Rune Herregodts (* 27. července 1998) je belgický profesionální silniční cyklista jezdící za UCI WorldTeam Intermarché–Wanty.

## Hlavní výsledky

### Silniční cyklistika
2016
Sint-Martinusprijs Kontich
4. místo celkově
2018
2. místo Dorpenomloop Rucphen
2020
vítěz Paříž–Tours Espoirs
2021
vítěz Ronde van Drenthe
3. místo Trofeo Calvia
5. místo Trofeo Andratx – Mirador d'Es Colomer
6. místo Münsterland Giro
6. místo Chrono des Nations
2022
Vuelta a Andalucía
vítěz 1. etapy
Sazka Tour
vítěz 1. etapy
Národní šampionát
4. místo časovka
4. místo Brussels Cycling Classic
Tour de Luxembourg
10. místo celkově
2023
2. místo Figueira Champions Classic
Národní šampionát
3. místo časovka
4. místo Volta Limburg Classic
Kolem Norska
6. místo celkově
2024
10. místo Trofeo Serra de Tramuntana

#### Výsledky na Grand Tours
| Grand Tour      | 2023 |
| --------------- | ---- |
| Giro d'Italia   | —    |
| Tour de France  | —    |
| Vuelta a España | DNF  |

| —   | Nezúčastnil se |
| DNF | Nedokončil     |

### Dráhová cyklistika
2019
Národní šampionát
 vítěz individuální stíhačky